# Meranoplus unicolor
Meranoplus unicolor är en myrart som beskrevs av Auguste-Henri Forel 1902. Meranoplus unicolor ingår i släktet Meranoplus och familjen myror. Inga underarter finns listade i Catalogue of Life.